# Barra da Lagoa
A Barra da Lagoa é um bairro e um distrito de classe média alta do município de Florianópolis, capital do Estado brasileiro de Santa Catarina. Situa-se no leste da Ilha de Santa Catarina, junto ao canal que liga a Lagoa da Conceição ao Oceano Atlântico.
Fisicamente isolada do restante da ilha pela Lagoa, pelo Morro da Galheta e pelo Parque do Rio Vermelho, a localidade era, até algumas décadas, uma vila de pescadores ao redor da qual começaram a surgir casas de veraneio. Ficam no distrito algumas das praias mais famosas da ilha, como a Praia Mole, a Galheta e a própria Praia da Barra da Lagoa. É ligada aos bairros vizinhos pela Rodovia João Gualberto Soares (SC-406). Com o crescimento acabou por ocorrer o desmembramento do Distrito da Lagoa da Conceição através da Lei nº 4.806/95 de 21/12/1995. A área total do distrito é de 4,75 km².

## Divisões
Além da Barra da Lagoa propriamente dita, há algumas localidades no distrito: a Fortaleza da Barra, o Morro do Torquato e a Cidade da Barra - porém, assim como outros distritos fora da região central, não há uma definição de bairros oficiais. No entanto, a parte urbana do distrito não foi setorizada em mais de uma Unidade Espacial de Planejamento (UEP), divisão da prefeitura que é usada como equivalente a bairro na falta de uma legislação adequada, o que sugere que todo a Barra da Lagoa faz parte de um bairro com o mesmo nome. Há, porém, duas UEPs na Galheta e na Praia Mole.

## Praias
A praia da Barra da Lagoa é muito popular entre moradores e turistas e fica entre o molhe e a Avenida Jorge Joaquim Carneiro, no limite norte do distrito. A partir dali, ela continua fora da área urbana pelo distrito do Rio Vermelho com o nome de praia de Moçambique. Esta é a maior praia da ilha.
Atravessando-se o canal para o sul pela ponte existente, chega-se a uma trilha que leva a uma pequena praia, chamada de Prainha da Barra da Lagoa. Após esta praia encontram-se costões e trilhas através do Morro da Galheta que vão até a praia da Galheta. Essa praia, conhecida por anos pela pratica de nudismo opcional, pode também ser acessada por trilha vinda da sua vizinha ao sul, a Praia Mole, umas das mais preservadas de Florianópolis e que pode ser acessada pela SC-406. Ainda mais ao sul é possível chegar a Praia do Gravatá, também só acessível por trilha.

## Pontos de interesse

### Ponte pênsil
Uma das principais atrações do distrito era a ponte pênsil que passava por cima do Canal da Barra, construída em 1983. Devida a falta de manutenção e a segurança, em 2007 esta ponte foi substituída por uma metálica.

### Canal e Molhes da Barra

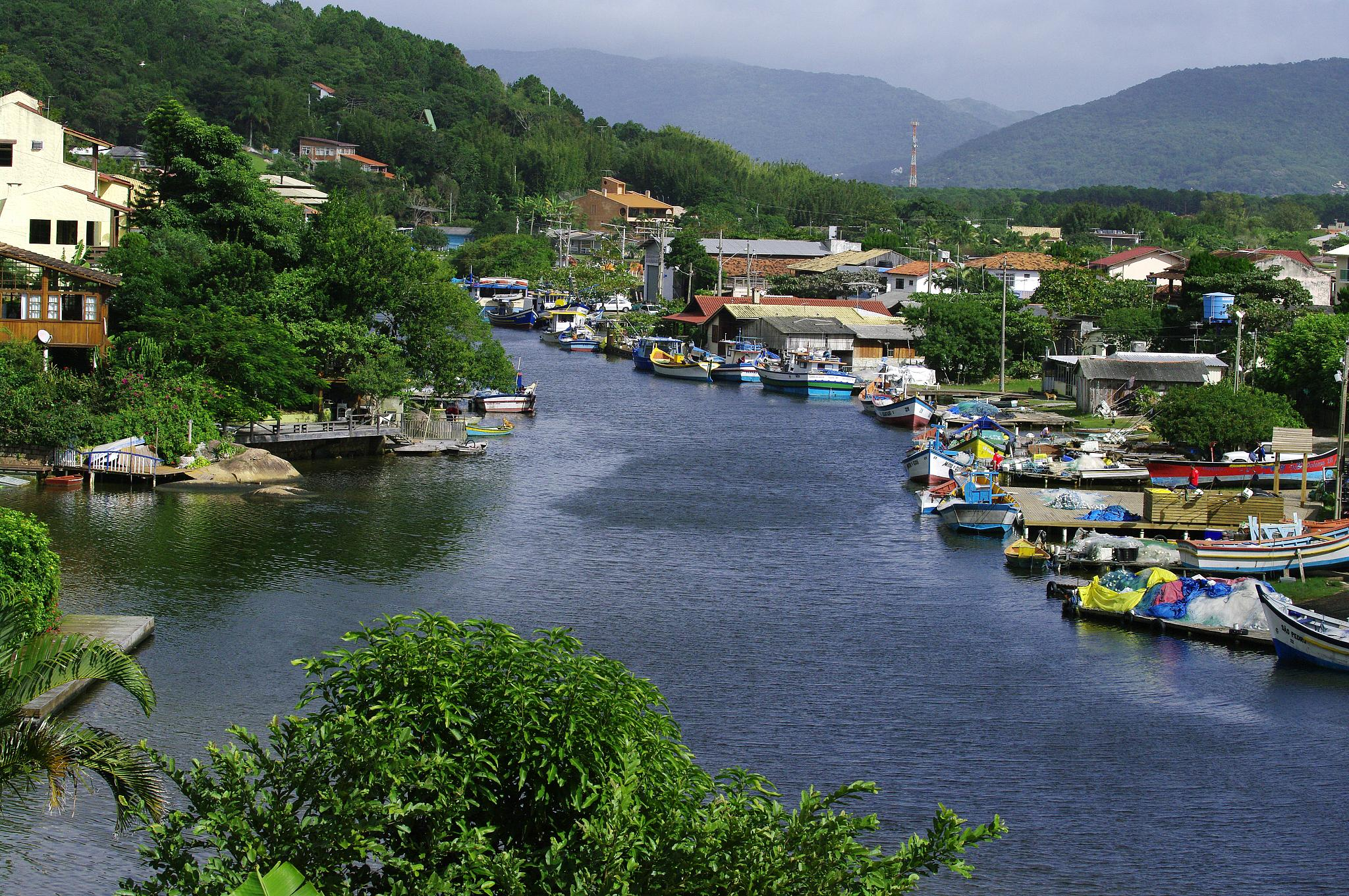
Canal da Barra.

O canal entre o mar e a Lagoa da Conceição era sazonal até meados da década de 1940, quando os moradores locais passaram a interferir na abertura para permitir a passagem de embarcações e a saída de água da lagoa, que alagava. Nos anos seguintes, maquinas da prefeitura passaram a atuar na abertura, com o canal finalmente estabilizado a partir de 1980 com a retilinização, dragagem e construção dos molhes e faróis. Existem vários restaurantes que servem frutos do mar no bairro, mas há uma concentração na região do canal. Há vários anos realiza-se a festa da tainha, por ocasião da época em que esta ocorre com abundância (por volta de julho).

### Projeto TAMAR e Laboratório de Moluscos Marinhos
Uma base do Projeto TAMAR fica na Barra da Lagoa. No local, o projeto trabalha com educação ambiental mantendo o Museu Aberto das Tartarugas Marinhas, que recebe visitantes. A Universidade Federal de Santa Catarina (UFSC) também mantém no bairro uma das sedes do Laboratório de Moluscos Marinhos (LMM), ligado ao seu Departamento de Aquicultura, na Estação de Maricultura Elpídio Beltrame.

### Monumentos megalíticos
Vários monumentos megalíticos ficam localizados na Barra da Lagoa, principalmente no Morro da Galheta. Uma trilha saindo da Fortaleza da Barra leva até uma concentração deles, que teriam funções astronômicas, chamada de Trilha do Dólmen da Oração, em referência a um dos megalítos e atrai turistas e moradores.